# Plaza Elvira Matte
La Plaza Elvira Matte ("Monserrat, La Monse o Monserap") se ubica en la comuna de Puente Alto, en la ciudad de Santiago, la capital de Chile. Se encuentra entre las calles Miguel Covarrubias por el este, Avenida Luis Matte Larraín por el sur y norte, al oeste por Carlos Aguirre Luco. El sector es conocido por el nombre de "Granjas Antiguas".

## Historia
Se debe desarrollar este tema.

## Infraestructura de la plaza
El registro de los elementos de la infraestructura de la plaza fueron obtenidos mediante la cartografía "in situ" realizados en octubre del 2022. Todos los datos geoespaciales que componen la infraestructura de la plaza se pueden descargar desde la API de overpass-turbo en diferentes formatos (GeoJSON, GPX, KML o datos OSM sin procesar).

Su superficie es de 19 490 m² equivalente a 1,9 hectáreas, con un perímetro de 540 metros. El césped está conformado por 13 polígonos que suman 1 hectárea de cobertura superficial. Una reja metálica rodea el perímetro de la plaza, como elemento de protección, de 0.9 metro de altura.

### Arbolado Urbano
El siguiente listado de especies arbóreas se basa en los datos abiertos geo-referenciados de la plataforma cartográfica OpenStreetMap (OSM). Se contabilizaron  270 individuos vegetales, 203 arbóreos y 67 individuos arbustivos. La densidad de árboles por hectárea es de 106 (árb/ha). El número de familias es de 28, con 39 géneros, que conforman 46 especies identificadas, de las cuales 76% son especies arbóreas y 24% arbustivas. La identificación de algunas especies fue por medio de la app PlantNet.
Los árboles más frecuente son: Roble Australiano (Grevillea robusta | 17,2%), Ciruelo Rojo (Prunus cerasifera | 9,3%), Ligustro (Ligustrum lucidum | 8,3%) y Liquidámbar (Liquidambar styraciflua | 7,8%). Las especies nativas (Maitén, Patagua, Peumo, Pimiento y Quillay) se presentan en muy bajo porcentaje (3%), las especies exóticas son las dominantes. Las especies de arbustos son siete, en orden descendente por frecuencia: Adelfa (Nerium oleander | 56), Azahar de la China (Pittosporum tobira | 3), Margarita amarilla (Euryops pectinatus | 2), y con un solo individuo: Cotoneaster (Cotoneaster glaucophyllus), Piracanta (Pyracantha coccinea), Mirto del Monte (Salvia microphylla), Lila (Syringa vulgaris). 
De acuerdo al ciclo de las hojas, las especies Perennifolias representan el (57%) versus Caducifolias (42%). A nivel arbóreo las especies de angiospermas son las más abundantes (91%), con respeto a las gimnospermas o coníferas, encontrándose solo 18 individuos que representan un (9%).
A continuación se presenta la tabla con el listado de especies, con su enlace a la página propia de Wikipedia para un mayor conocimiento de las mismas.
| Denominación común          | Nombre científico         | Origen  | Duración Hojas | Número individuos |
| --------------------------- | ------------------------- | ------- | -------------- | ----------------- |
| Aromo Australiano           | Acacia dealbata           | Exótica | Caducifolio    | 3                 |
| Acacia Negra                | Acacia melanoxylon        | Exótica | Perennifolio   | 1                 |
| Acer negundo                | Acer negundo              | Exótica | Caducifolio    | 11                |
| Árbol del Cielo             | Ailanthus altissima       | Exótica | Caducifolio    | 4                 |
| Pino Paraná                 | Araucaria angustifolia    | Exótica | Perennifolio   | 5                 |
| Araucaria australiana       | Araucaria bidwillii       | Exótica | Perennifolio   | 4                 |
| Cedro del Líbano            | Cedrus libani             | Exótica | Perennifolio   | 9                 |
| Árbol del Amor              | Cercis siliquastrum       | Exótica | Perennifolio   | 1                 |
| Cotoneaster                 | Cotoneaster glaucophyllus | Exótica | Perennifolio   | 1                 |
| Peumo Alemán                | Crataegus monogyna        | Exótica | Caducifolio    | 1                 |
| pataagua                    | Crinodendron patagua      | Nativa  | Perennifolio   | 1                 |
| Peumo, Pegu                 | Cryptocarya alba          | Nativa  | Perennifolio   | 1                 |
| Ceibo                       | Erythrina crista-galli    | Exótica | Caducifolio    | 1                 |
| Eucalipto blanco            | Eucalyptus globulus       | Exótica | Perennifolio   | 3                 |
| Huso japonés                | Euonymus japonicus        | Exótica | Perennifolio   | 2                 |
| Margarita amarilla          | Euryops pectinatus        | Exótica | Perennifolio   | 4                 |
| Fresno                      | Fraxinus excelsior        | Exótica | Caducifolio    | 9                 |
| Fresno de flor              | Fraxinus ornus            | Exótica | Caducifolio    | 1                 |
| Roble Australiano           | Grevillea robusta         | Exótica | Perennifolio   | 35                |
| Jacarandá                   | Jacaranda mimosifolia     | Exótica | Caducifolio    | 2                 |
| Ligustro                    | Ligustrum lucidum         | Exótica | Perennifolio   | 17                |
| Liquidámbar                 | Liquidambar styraciflua   | Exótica | Caducifolio    | 16                |
| Tulípero de Virginia        | Liriodendron tulipifera   | Exótica | Caducifolio    | 8                 |
| Manzano silvestre japonés   | Malus floribunda          | Exótica | Caducifolio    | 2                 |
| Maitén                      | Maytenus boaria           | Nativa  | Perennifolio   | 1                 |
| Cinamomo                    | Melia azedarach           | Exótica | Caducifolio    | 3                 |
| Morera negra                | Morus nigra               | Exótica | Caducifolio    | 4                 |
| Adelfa                      | Nerium oleander           | Exótica | Perennifolia   | 56                |
| Ombú                        | Phytolacca dioica         | Exótica | Perennifolio   | 3                 |
| Azahar de la China          | Pittosporum tobira        | Exótica | Perennifolio   | 3                 |
| Plátano oriental            | Platanus orientalis       | Exótica | Caducifolio    | 2                 |
| Ciruelo rojo                | Prunus cerasifera         | Exótica | Caducifolio    | 19                |
| Durazno                     | Prunus persica            | Exótica | Caducifolio    | 1                 |
| Piracanta                   | Pyracantha coccinea       | Exótica | Perennifolio   | 1                 |
| Encina                      | Quercus ilex              | Exótica | Caducifolio    | 1                 |
| Roble de Agua               | Quercus nigra             | Exótica | Caducifolio    | 4                 |
| Roble Fresnal               | Quercus robur             | Exótica | Caducifolio    | 1                 |
| Quillay, Küllay             | Quillaja saponaria        | Nativa  | Perennifolio   | 3                 |
| Falsa acacia                | Robinia pseudoacacia      | Exótica | Caducifolio    | 12                |
| Mirto de Monte              | Salvia microphylla        | Exótica | Perennifolio   | 1                 |
| Falso pimiento              | Schinus areira            | Nativo  | Perennifolio   | 3                 |
| Secuoya roja                | Sequoia sempervirens      | Exótica | Perennifolio   | 2                 |
| Lila                        | Syringa vulgaris          | Exótica | Perennifolio   | 1                 |
| Olmo montano                | Ulmus glabra              | Exótica | Caducifolio    | 2                 |
| Olmo común                  | Ulmus minor               | Exótica | Caducifolio    | 3                 |
| Palmera de abanico mexicana | Washingtonia robusta      | Exótica | Perennifolio   | 1                 |

#### Mapa del Arbolado Urbano
El siguiente mapa representa la distribución espacial de las especies en la plaza en el contexto de su infraestructura, la mayor concentración de árboles es en la zona norte. Las especies más añosas (Araucarias y Cedro del Líbano) se ubican al sur-este.

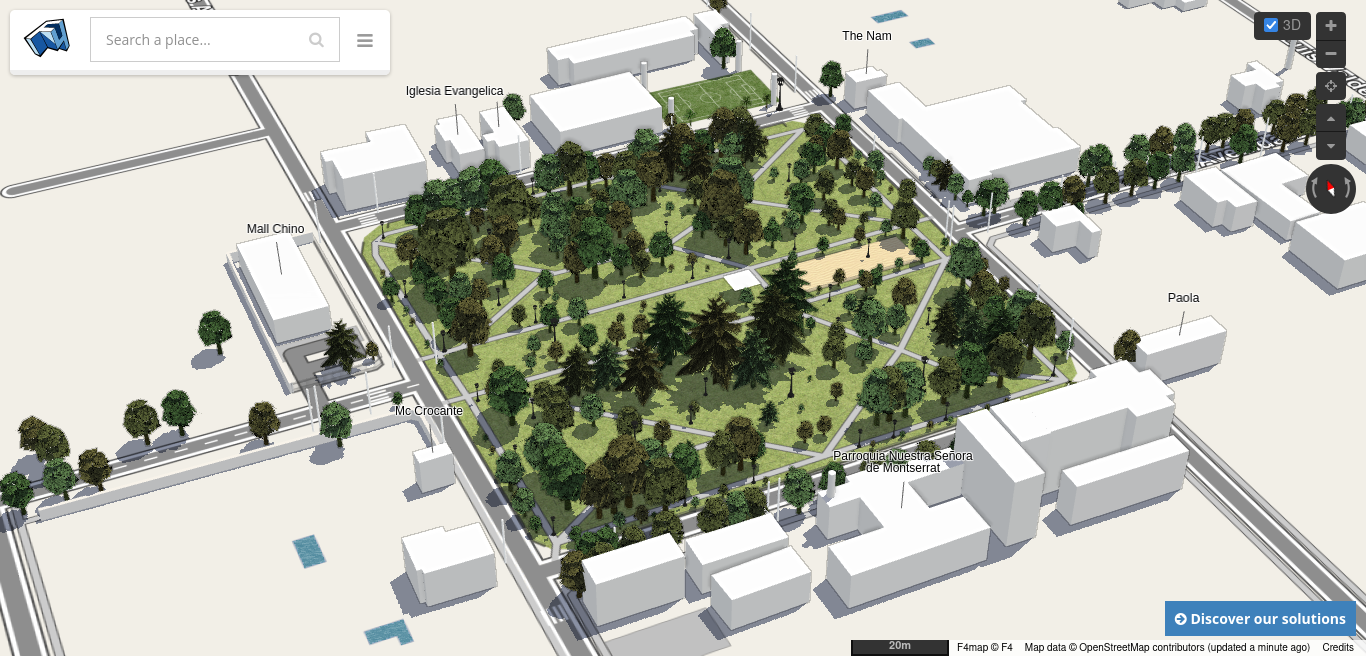
Modelo 3D generado por F4Map Demo

El mapa dinámico de la distribución de las especies etiquetadas por género, y los datos de las variables registradas se pueden obtener desde la API de overpass-turbo. Cada especie tiene asociada un conjunto de etiquetas estándar definidas por la comunidad de OSM. Una etiqueta de importancia para la visualización de los árboles en los modelo 3D, es la altura del individuo arbóreo. Las alturas medidas en la plaza entrega como resultado el modelo 3D desarrollado por F4Map.

#### Árboles muertos
Se registraron seis individuos arbóreos de especies diferentes (Acer negundo, Cedrus libani, Liquidambar styraciflua, Liriodendron tulipifera, Prunus cerasifera y Robinia pseudoacacia). Todos sobrepasan los 4.5 metros de altura (Ver mapa de distribución).

#### Árboles destacados
En la zona central de la plaza se destaca un grupo de árboles añosos, compuestos por coníferas de Araucaria australiana (Araucaria bidwillii) y Cedro del Líbano (Cedrus libani) que tienen aproximadamente unos 90 años (ver foto de portada), ambos grupos de cuatro individuos cada uno. Los individuos más altos alcanzan los 23 metros, y diámetros de copa de 10 metros. Un ejemplar adulto de Quillay (Quillaja saponaria) en la zona norte-oeste alcanza los 12 metros de altura. A metros, se localiza una planta herbácea, denominada Ombú (Phytolacca dioica) de 11 metros de altura, y prominentes raíces. 

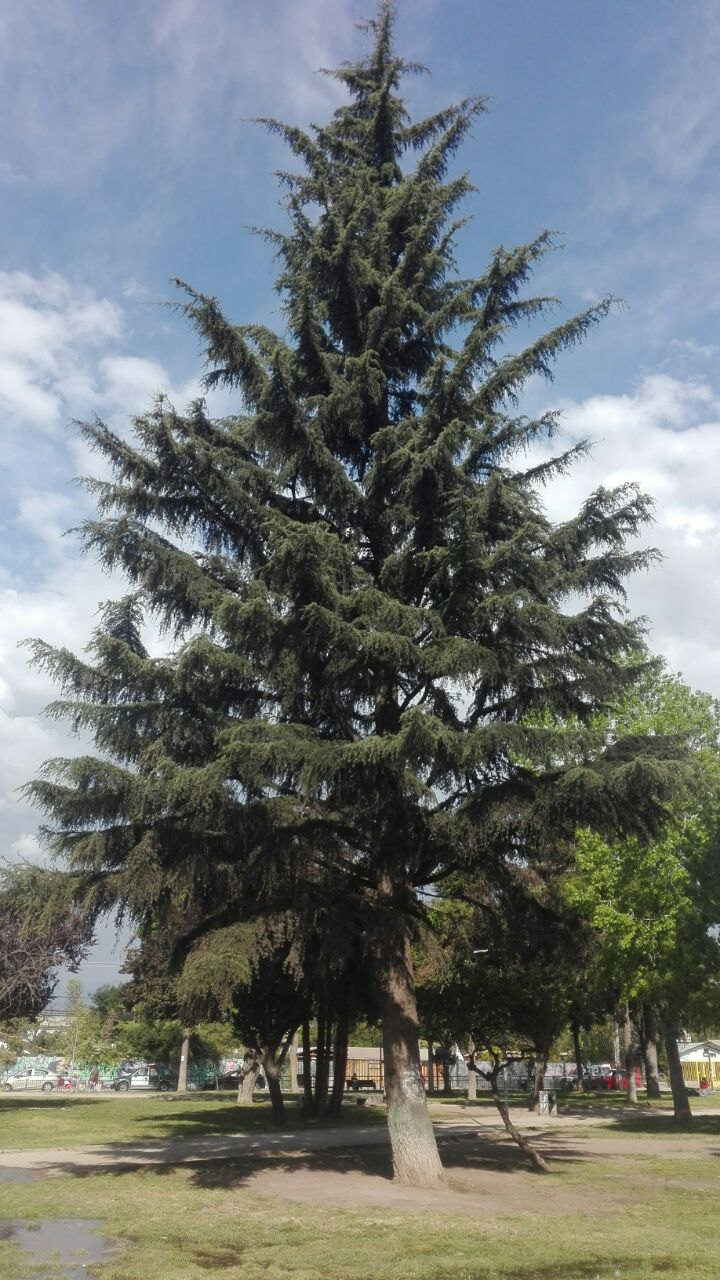
Cedro del Líbano.
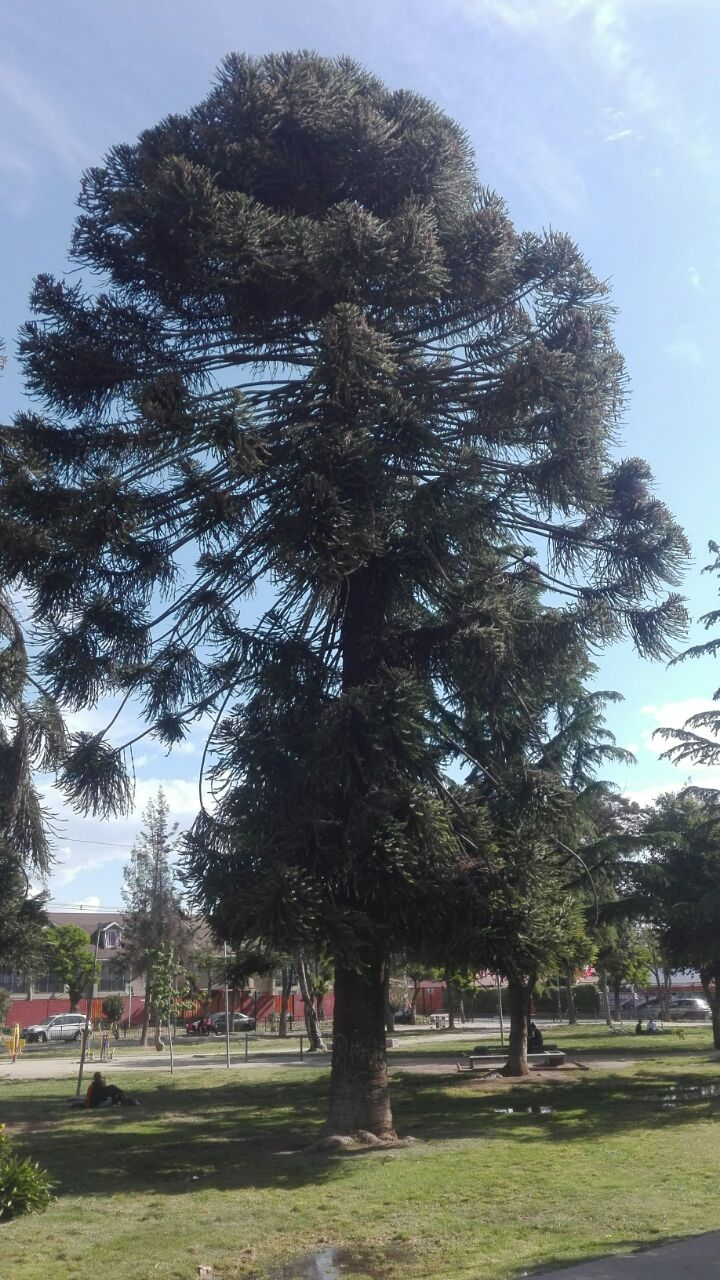
Araucaria Australiana.
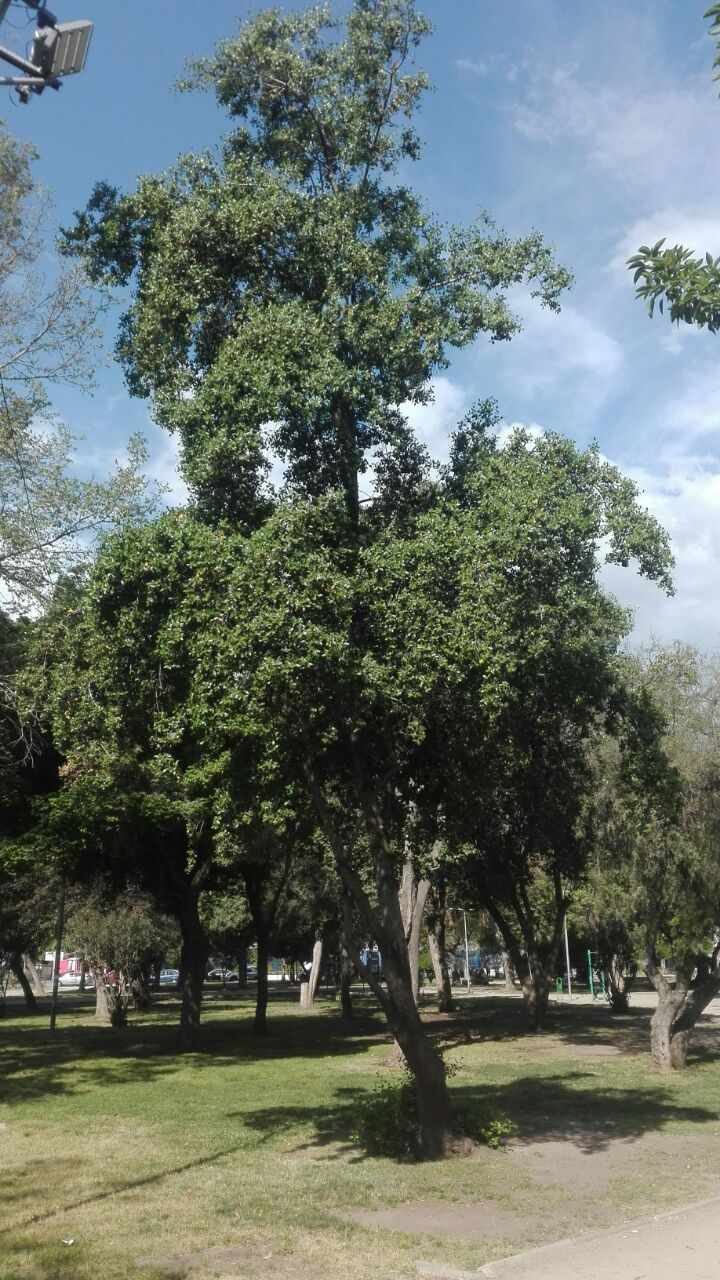
Quillay, Küllay.
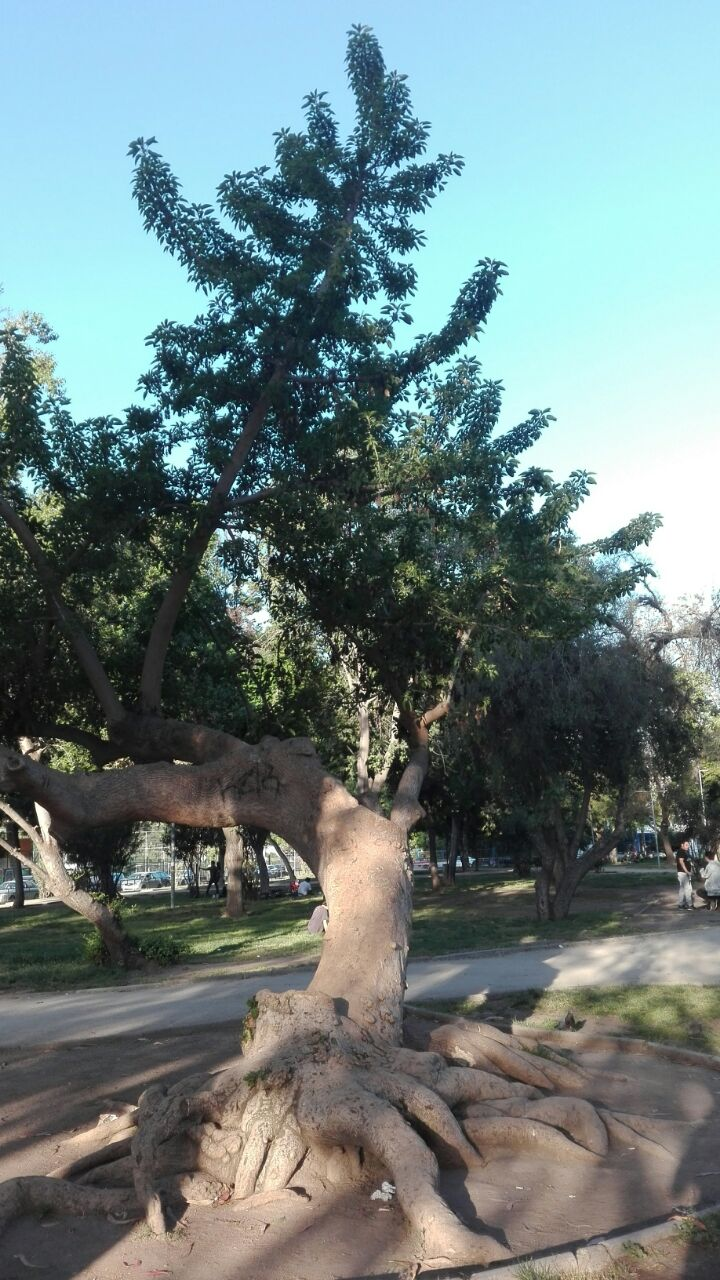
Ombú o Bella Sombra

#### Flores
En la plaza hay establecidos diferentes jardines de flores, de pequeñas dimensiones. Se pueden visualizar varias flores de árboles, arbustos y herbáceas, en la estación primaveral como por ejemplo:

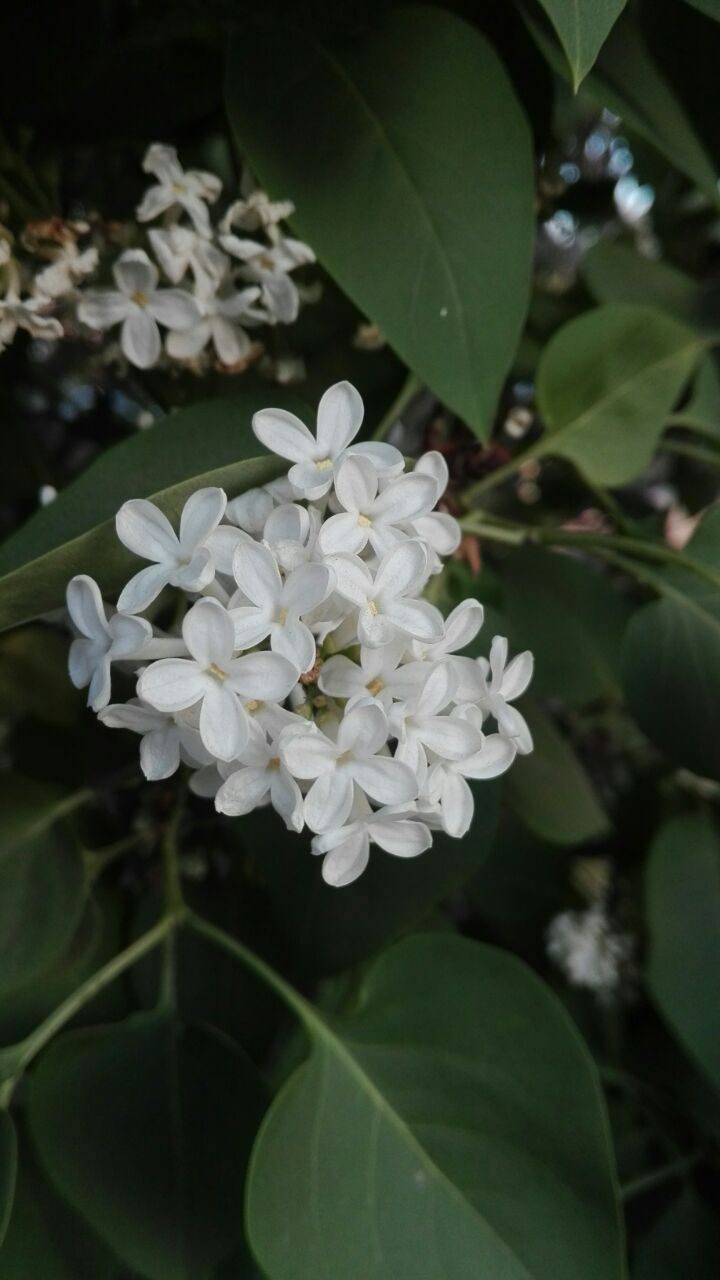
Lila (Syringa vulgaris).
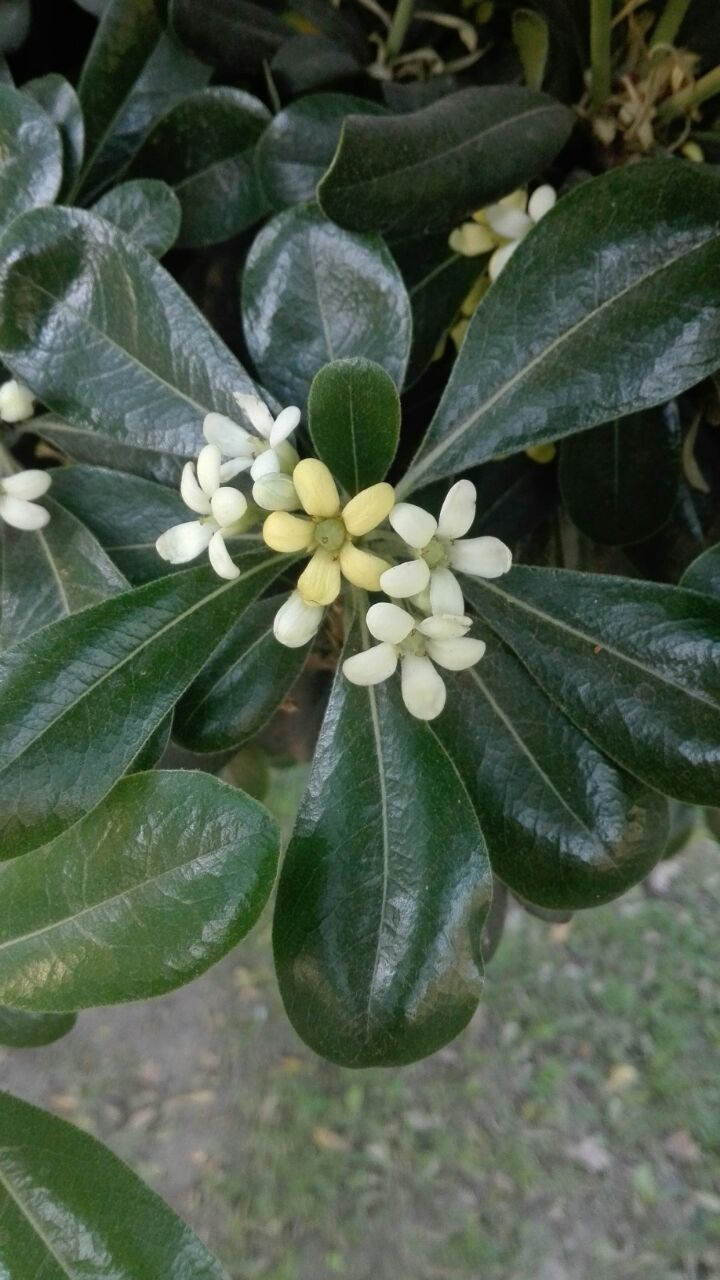
Pitosporum (Pittosporum tobira).
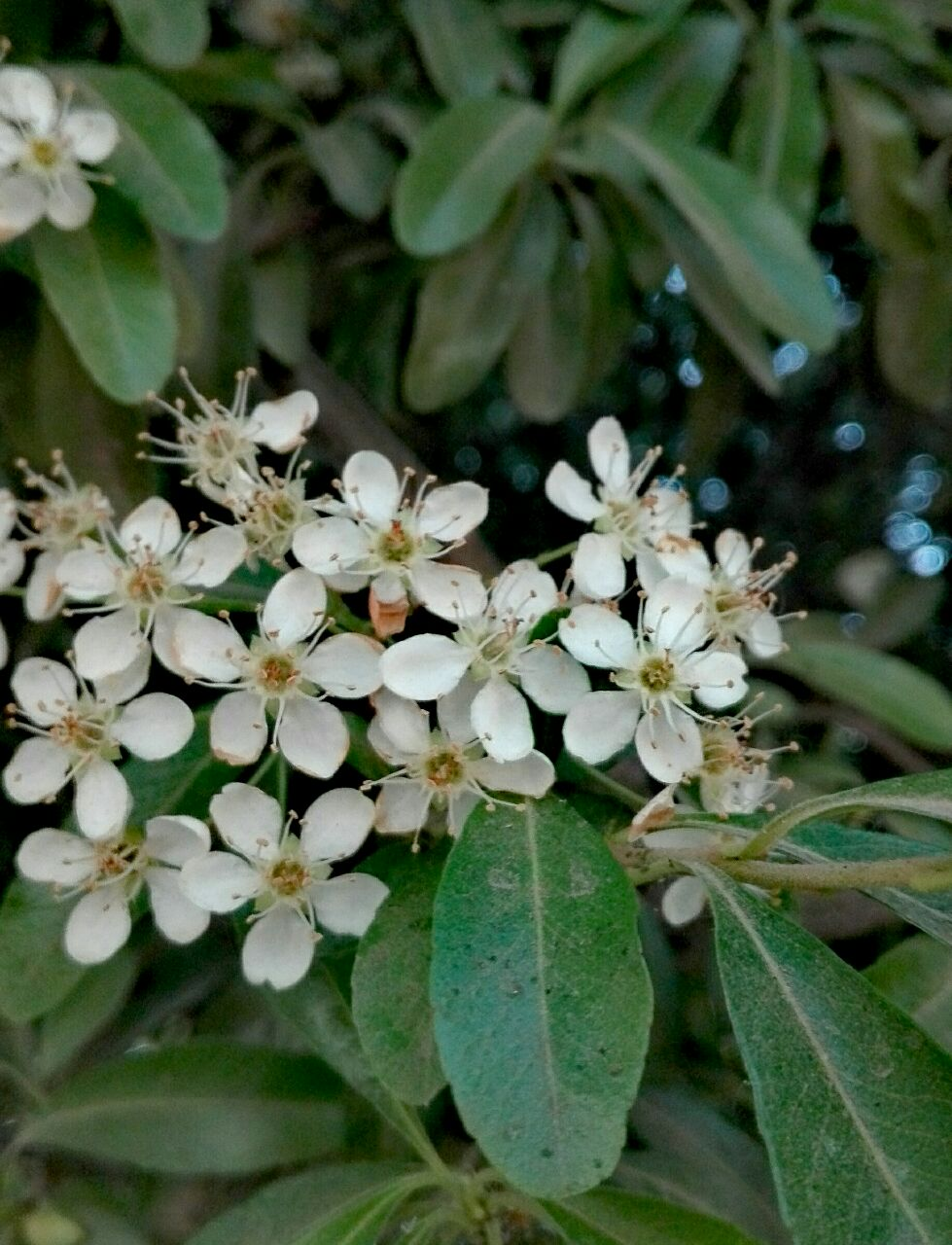
Piracanta (Pyracantha coccine).
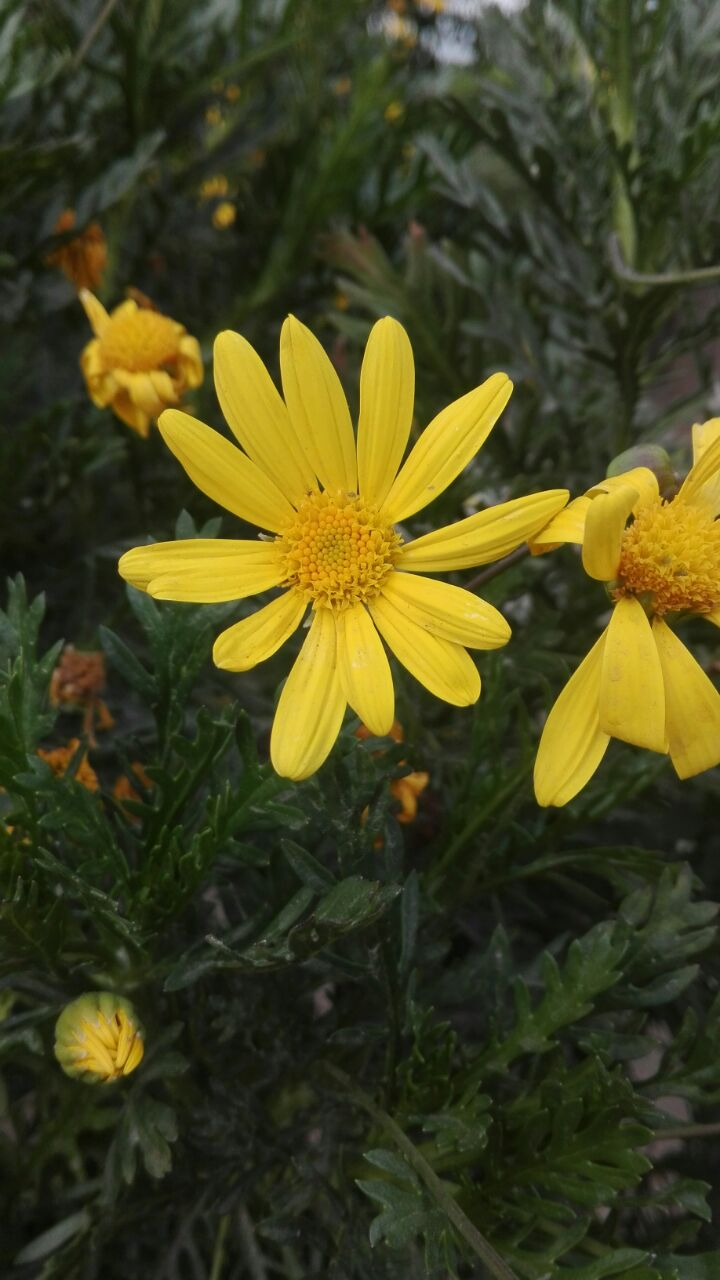
Margarita amarilla (Euryops pectinatus).
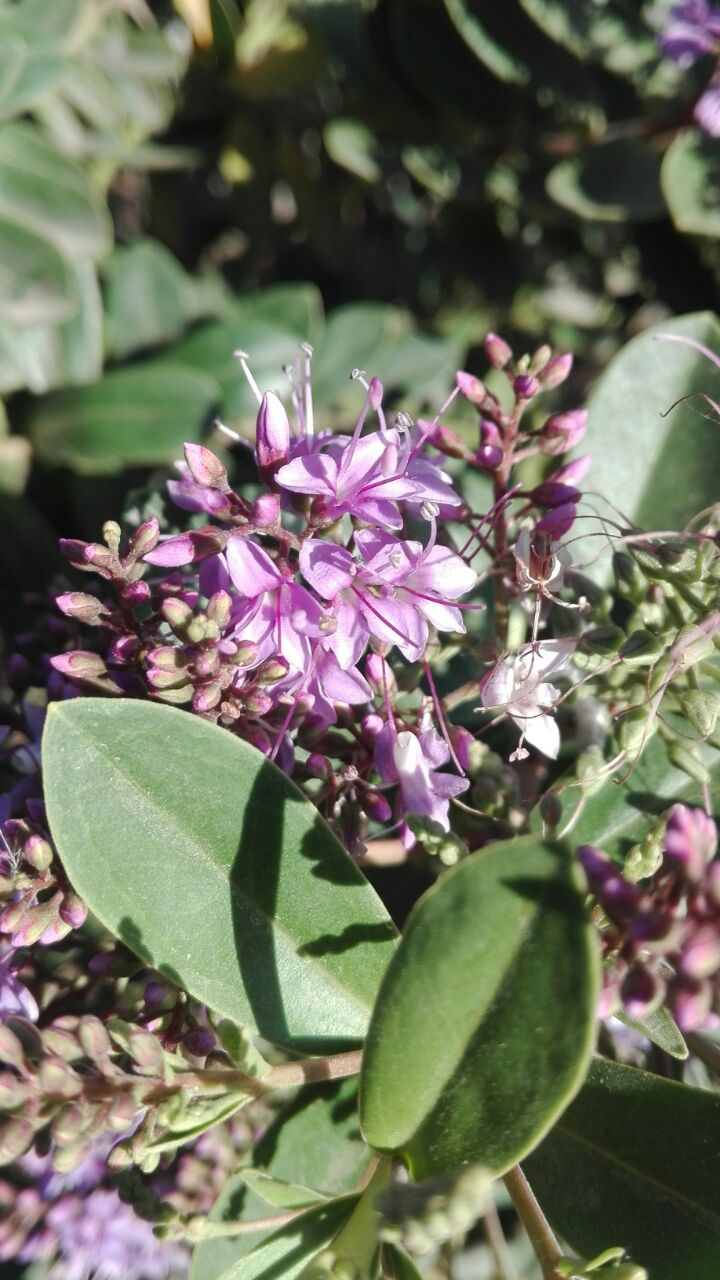
Verónica (Hebe andersonii).
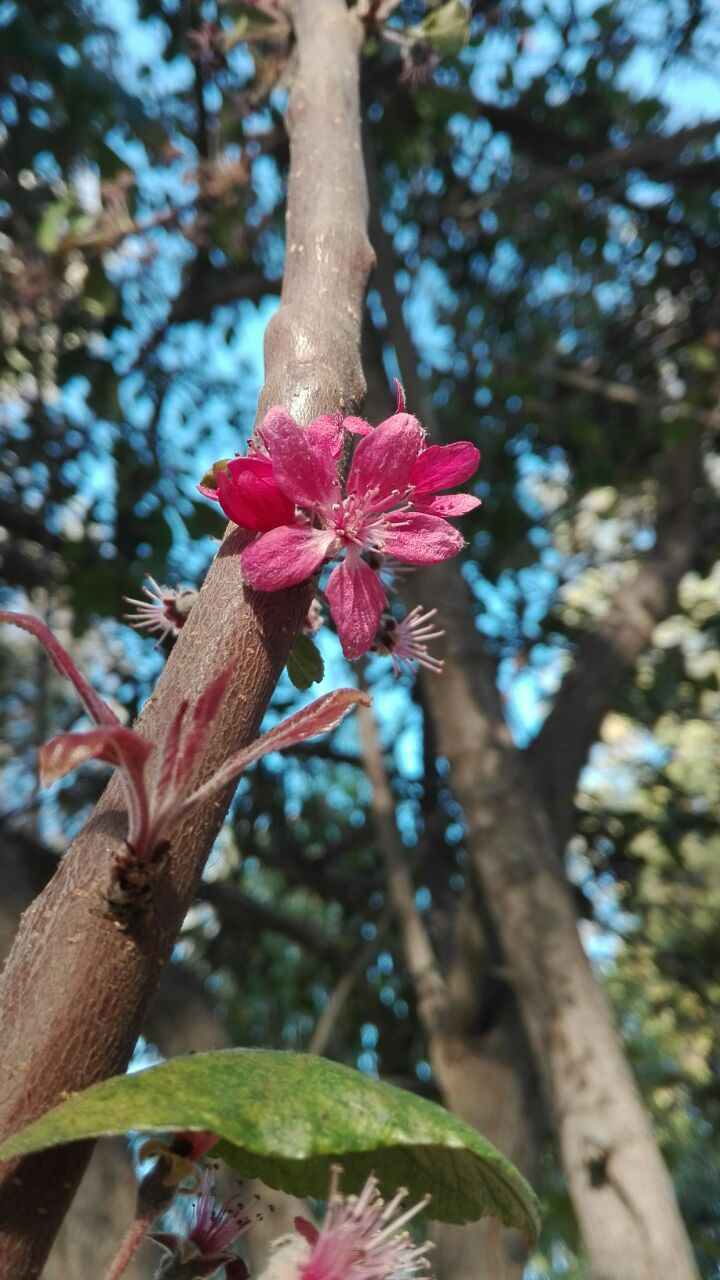
Malus floribunda.
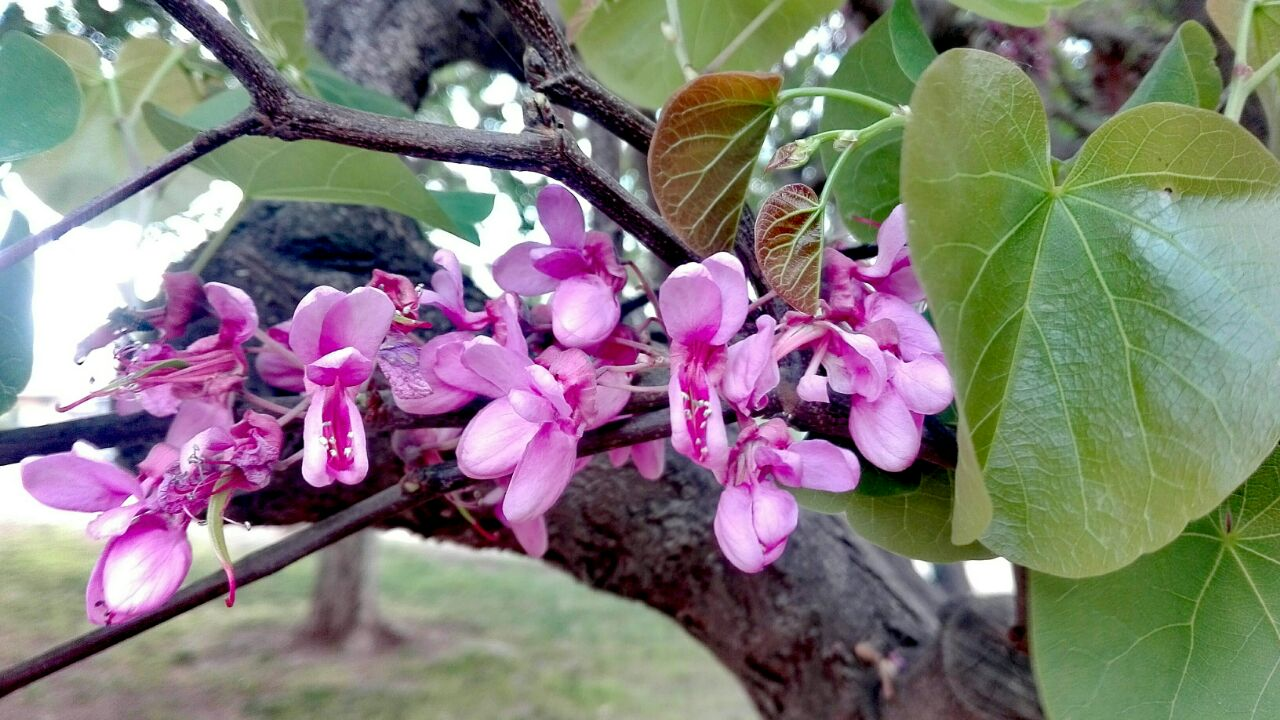
Árbol del Amor (Cercis siliquastrum).
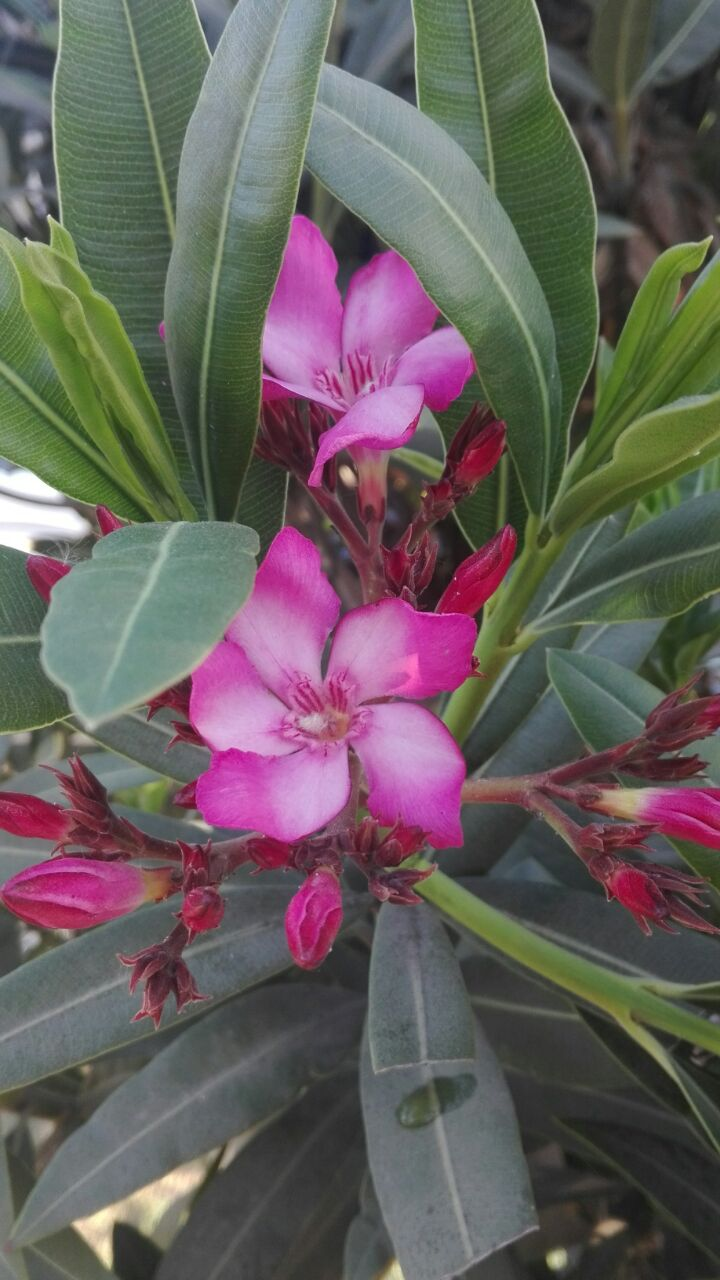
Adelfa (Nerium oleander).
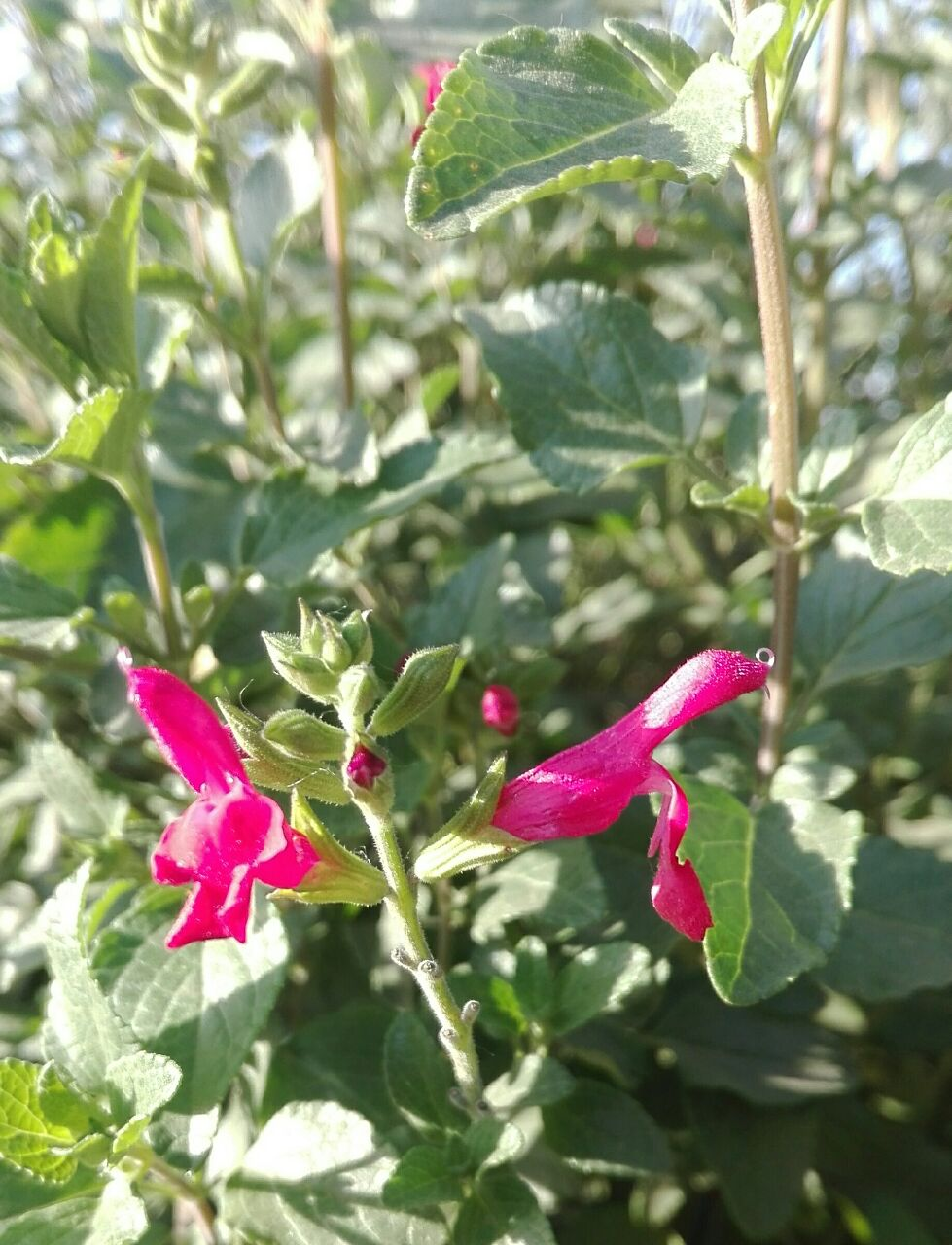
Mirto de monte (Salvia microphylla).
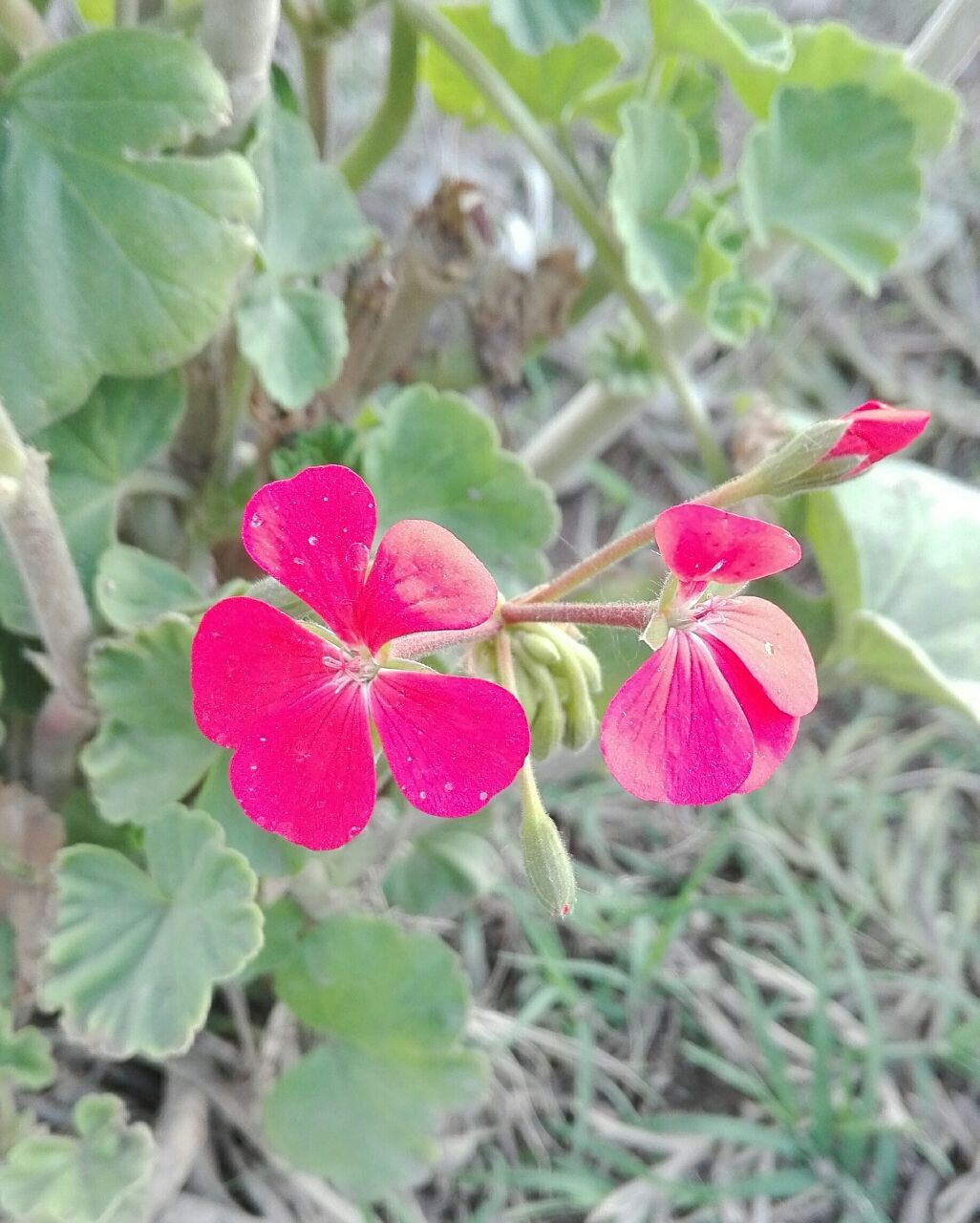
Malvon (Pelargonium sp.).

### Bancas
En la plaza se distribuyen 48 bancas, de tres tipos diferentes. Bancas de madera y hierro forjado con respaldo (28), de capacidad 4 personas, y ubicadas en su mayoría en los bordes perimetrales. Bancas de concreto sin respaldo (14) de mayor capacidad para 6-7 personas, al interior de la plaza. Bancas de madera y concreto (06) con respaldo, ubicadas al interior del patio de juegos infantiles. Ver mapa de distribución en la plataforma MapComplete.

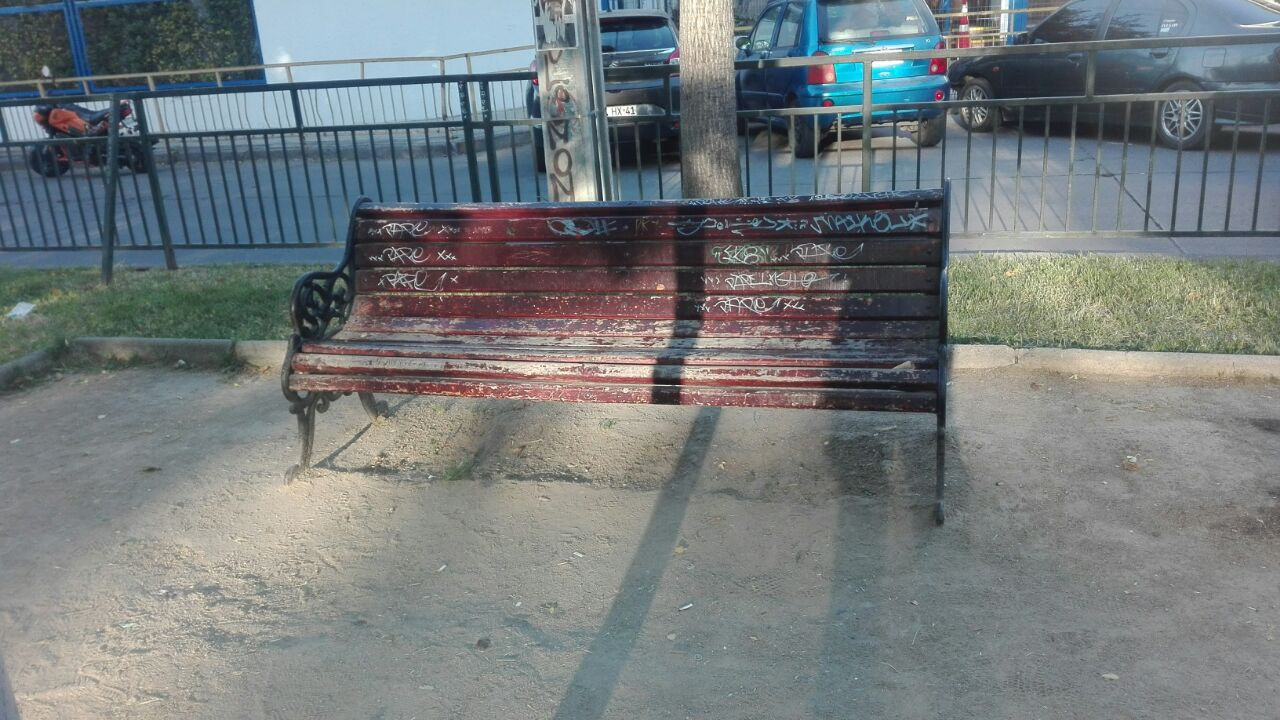
Banca tipo de madera y hierro forjado.
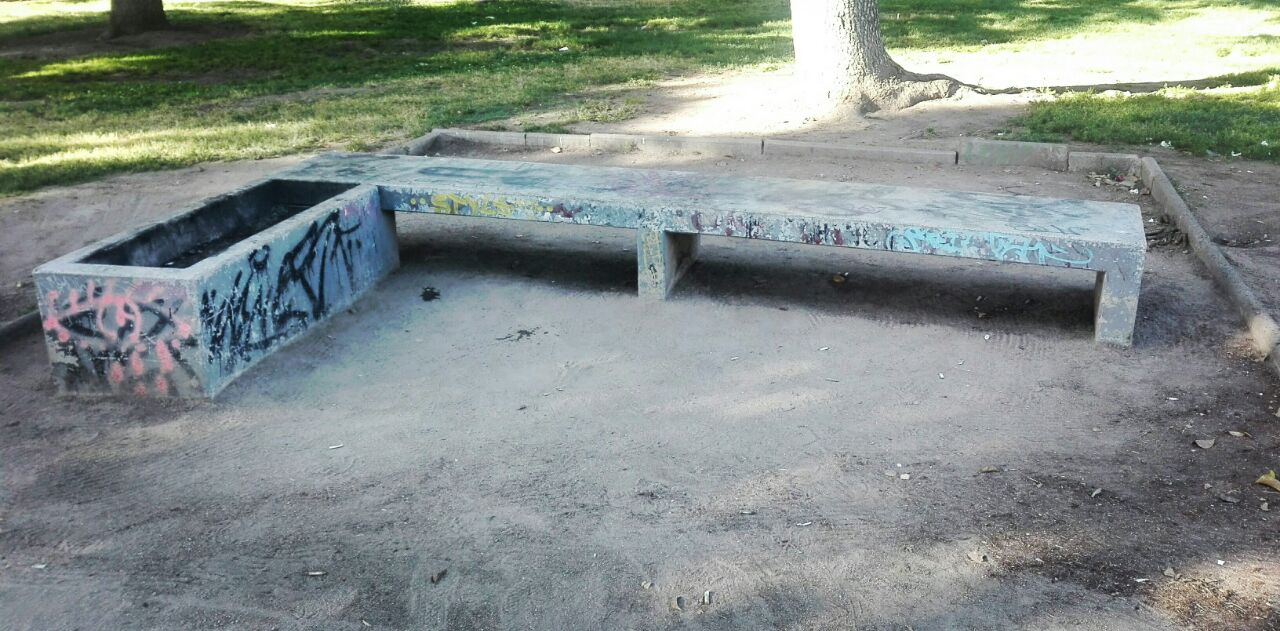
Banca tipo de concreto.
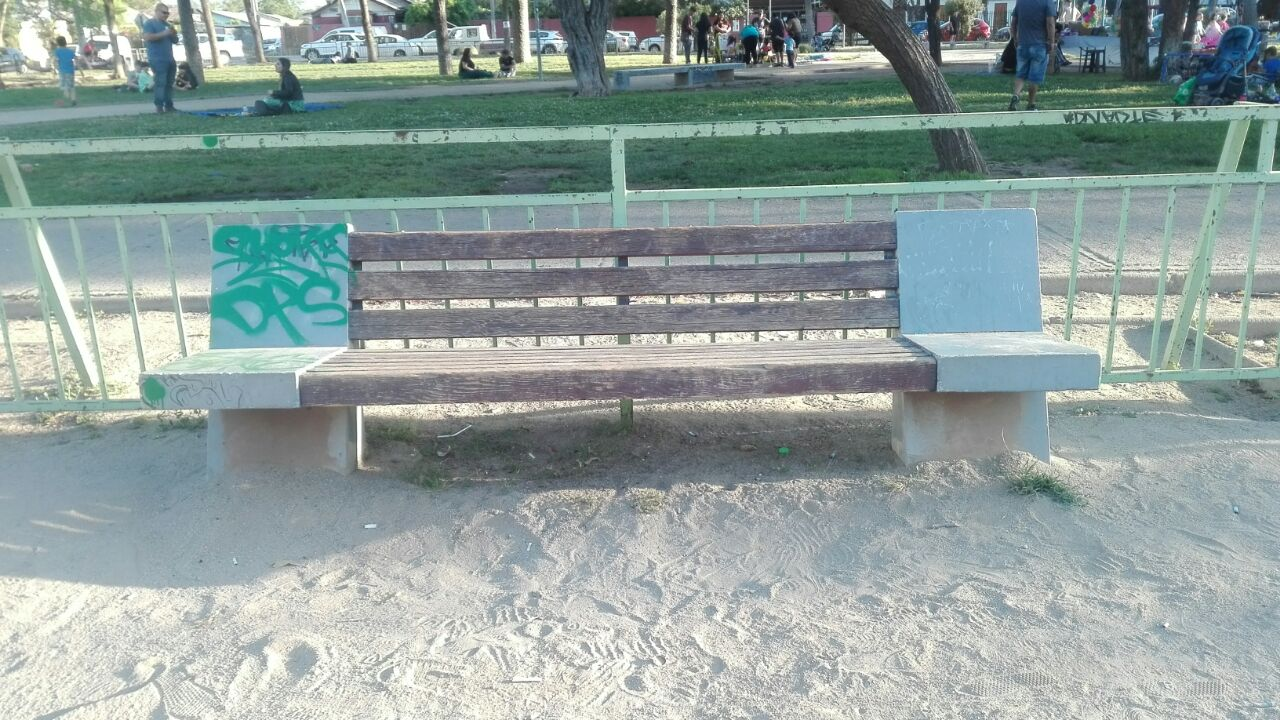
Banca tipo de madera y concreto.

### Basureros
La plaza cuenta con 10 basureros de metal, para todo tipo de desechos. Se requiere aumentar el número de estos y mejorar su distribución espacial (ver mapa y fotografía de cada elemento).

### Baños
La plaza no presenta servicios higiénicos disponibles para público, ni en sus alrededores.

### Bicicletas
Presenta estacionamiento de bicicletas de tipo stands (pieza de metal doblada en forma de horquilla en la cual puedes apoyar toda la bicicleta) ubicado al interior del patio de juegos infantiles. No está cubierto y tiene capacidad para 10 bicicletas. Los senderos interiores son aptos para el tránsito de bicicletas.

### Estación de Calistenia
En la plaza existe un circuito con cinco estaciones de calistenia, tres orientadas hacia el norte y dos hacia el sur. Las del lado sur son más variadas en equipos para los ejercicios físicos (ver mapa).

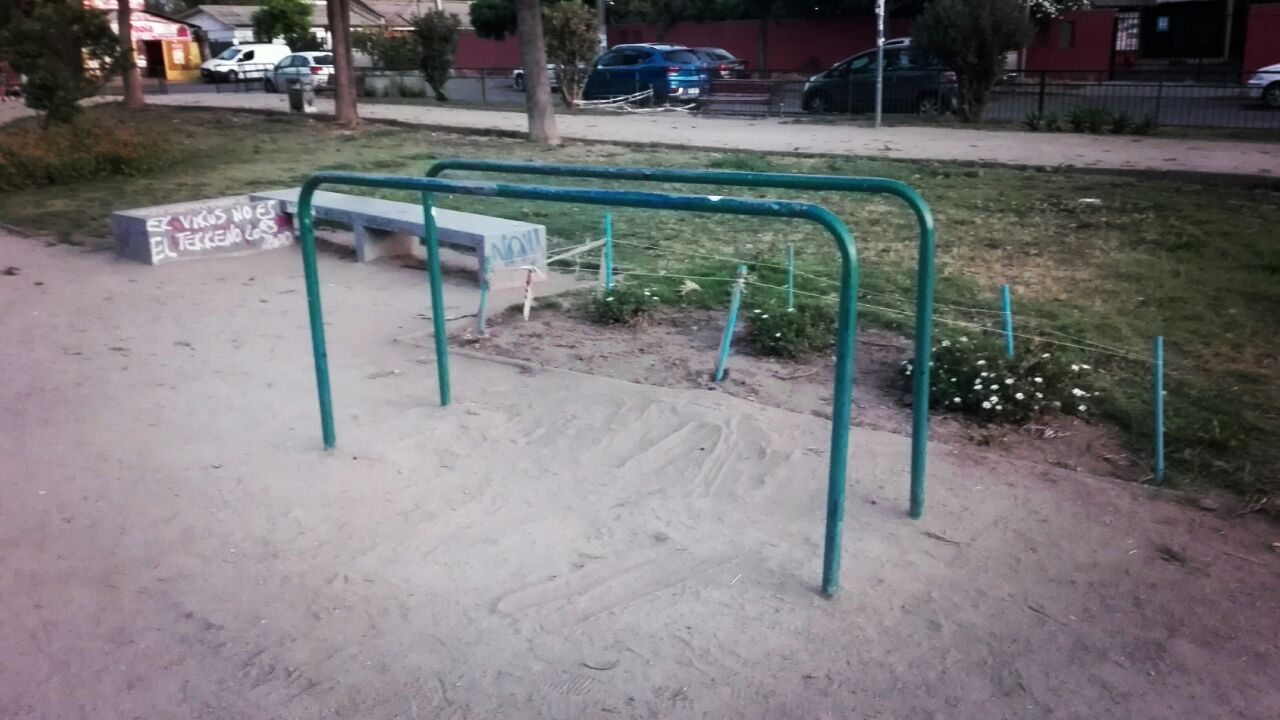
Barras paralelas lado Sur.
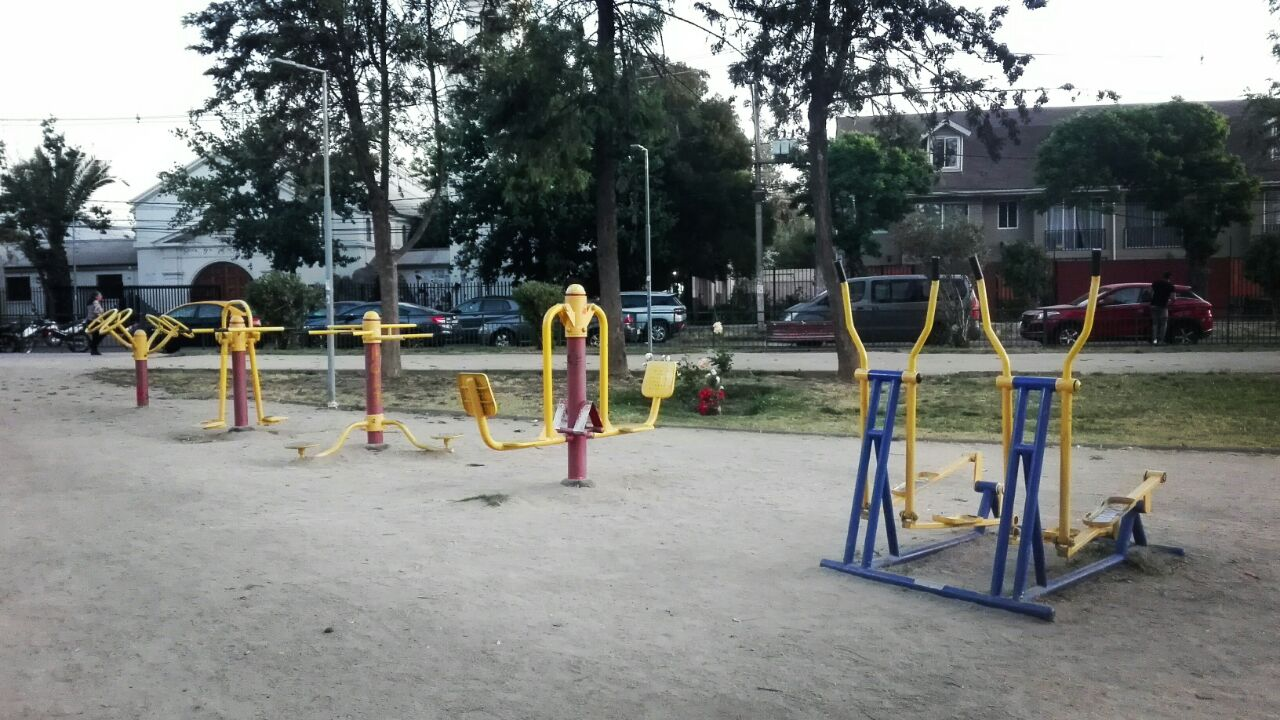
Estación Calistenia Sur.
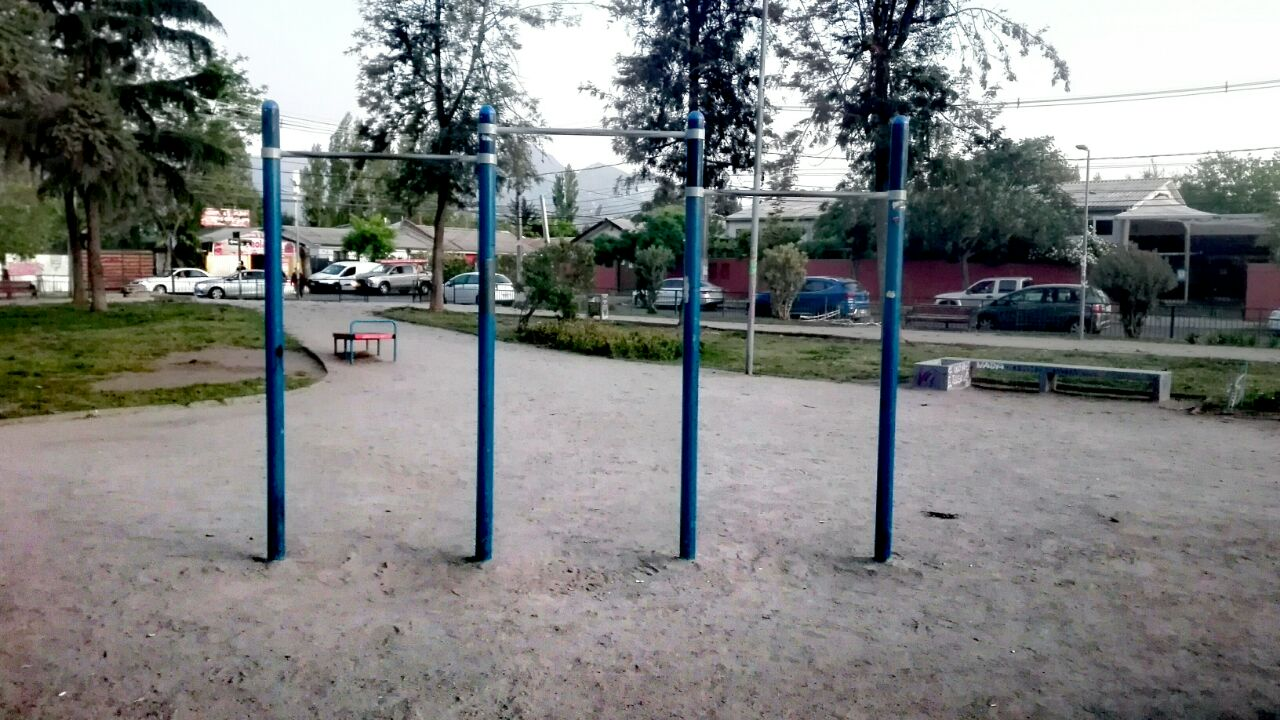
Barras lado Sur.

### Fuentes e Hidrantes de agua

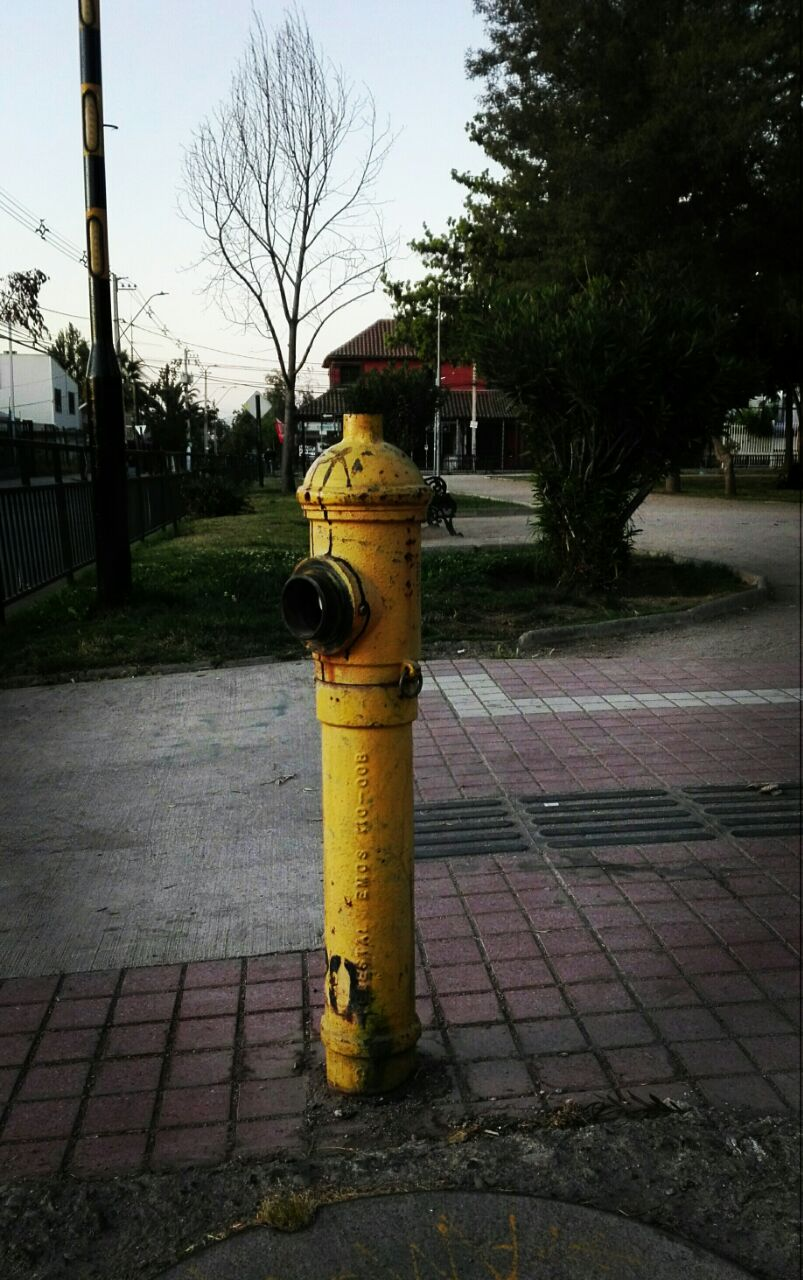
Grifo orientación Oeste.
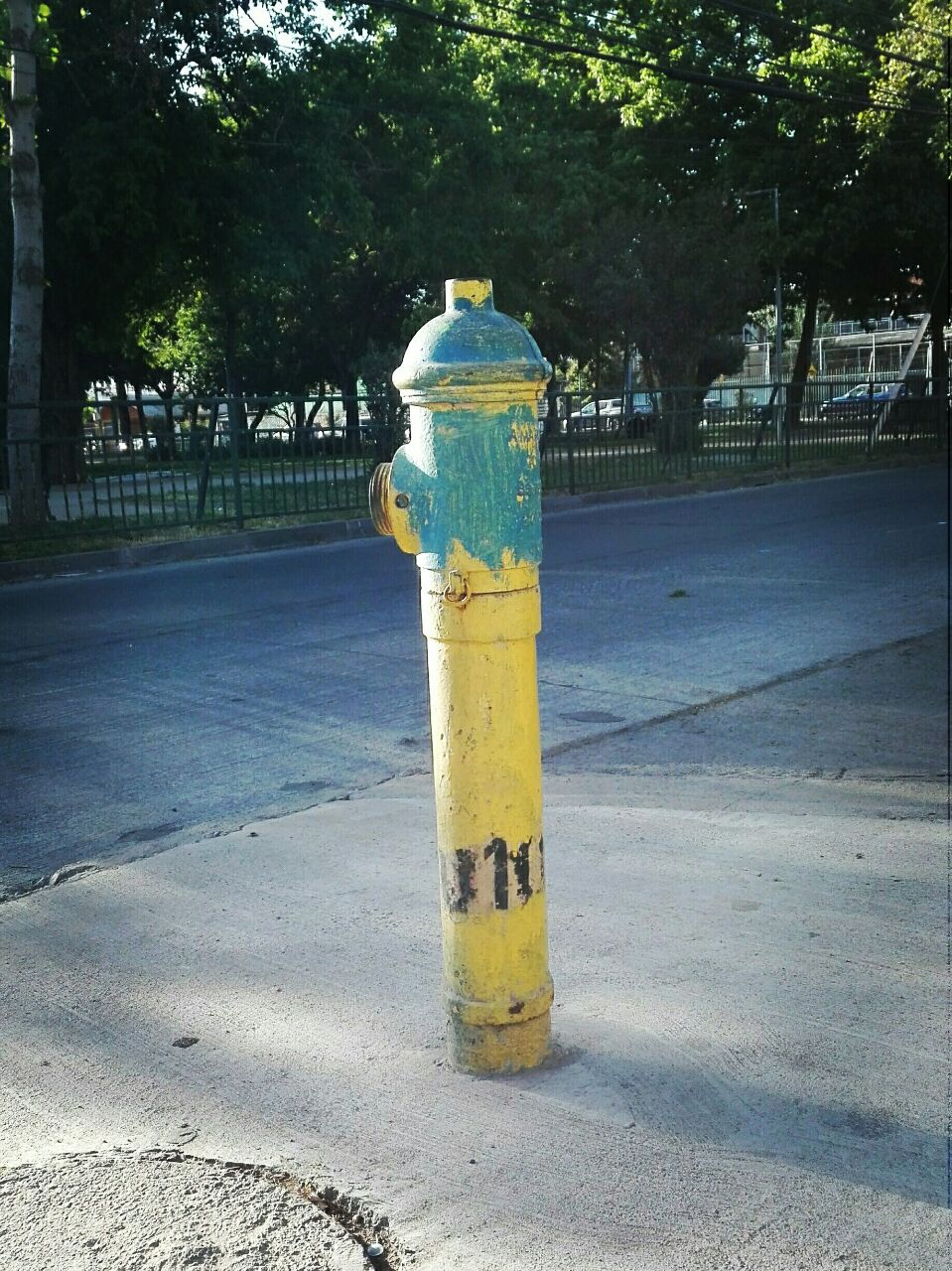
Grifo orientación Este.
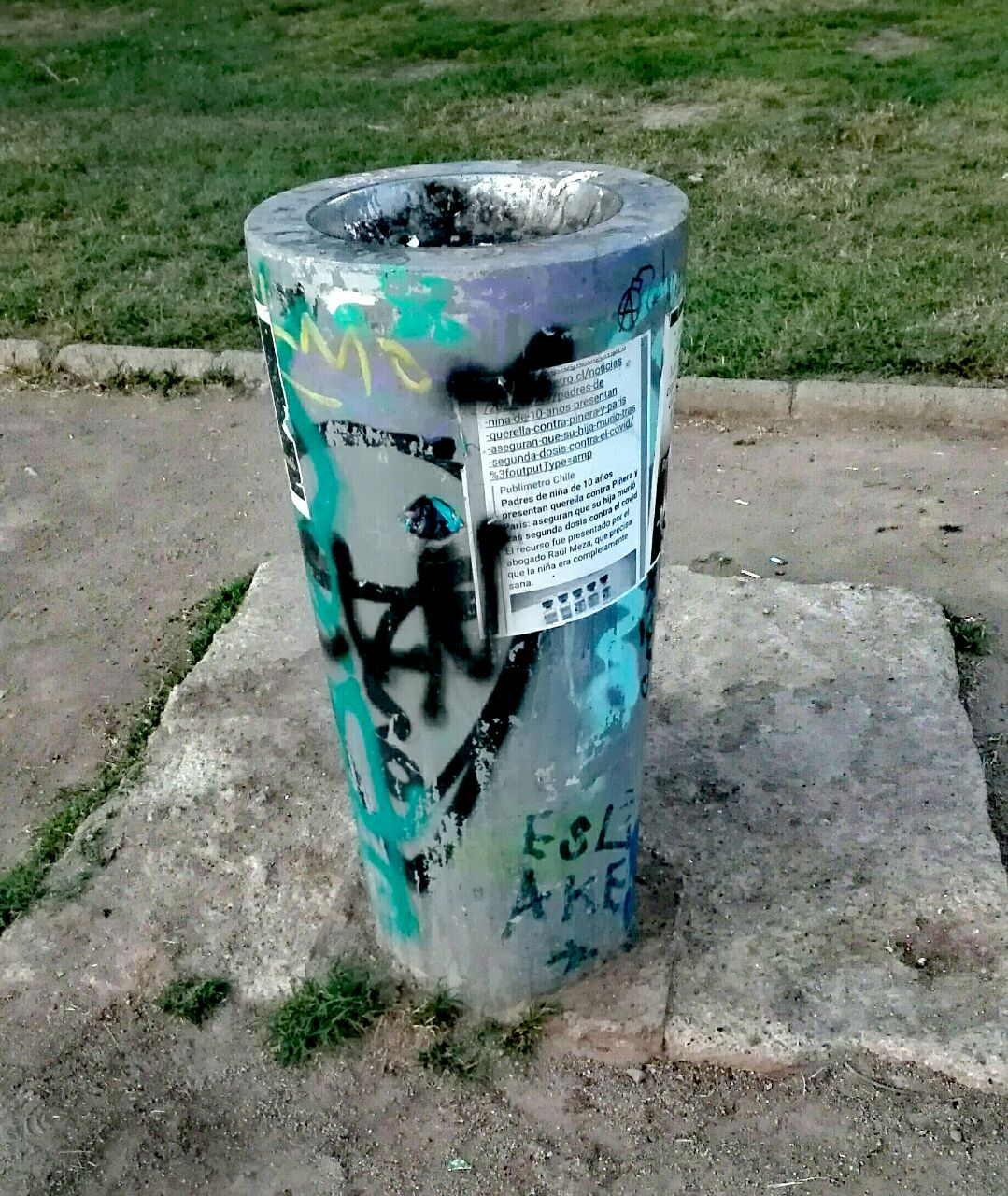
Bebedero agua potable.

### Juegos infantiles

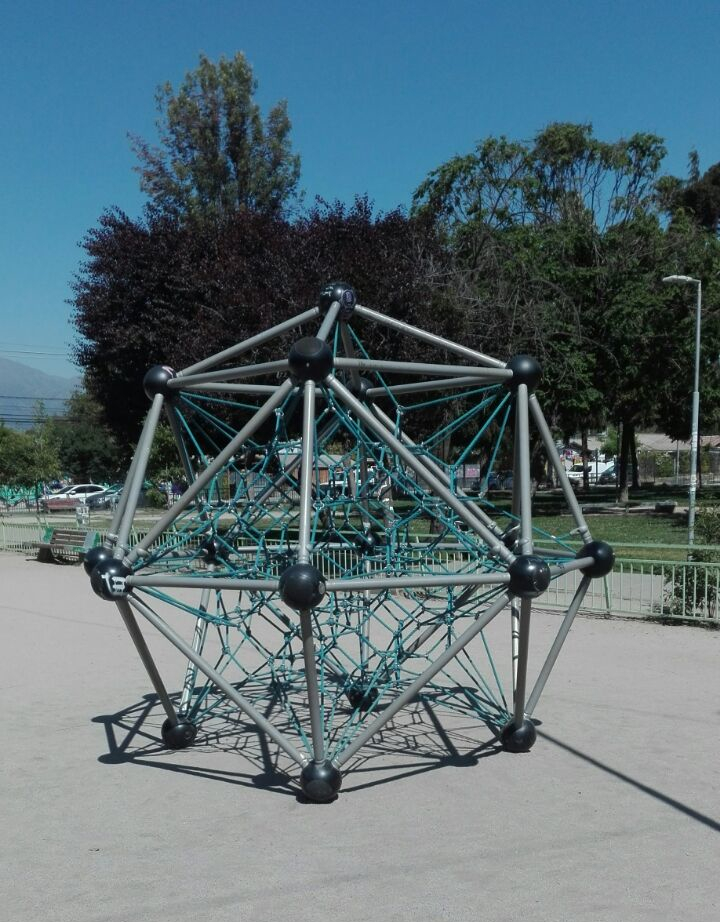
Escalada tela de araña.
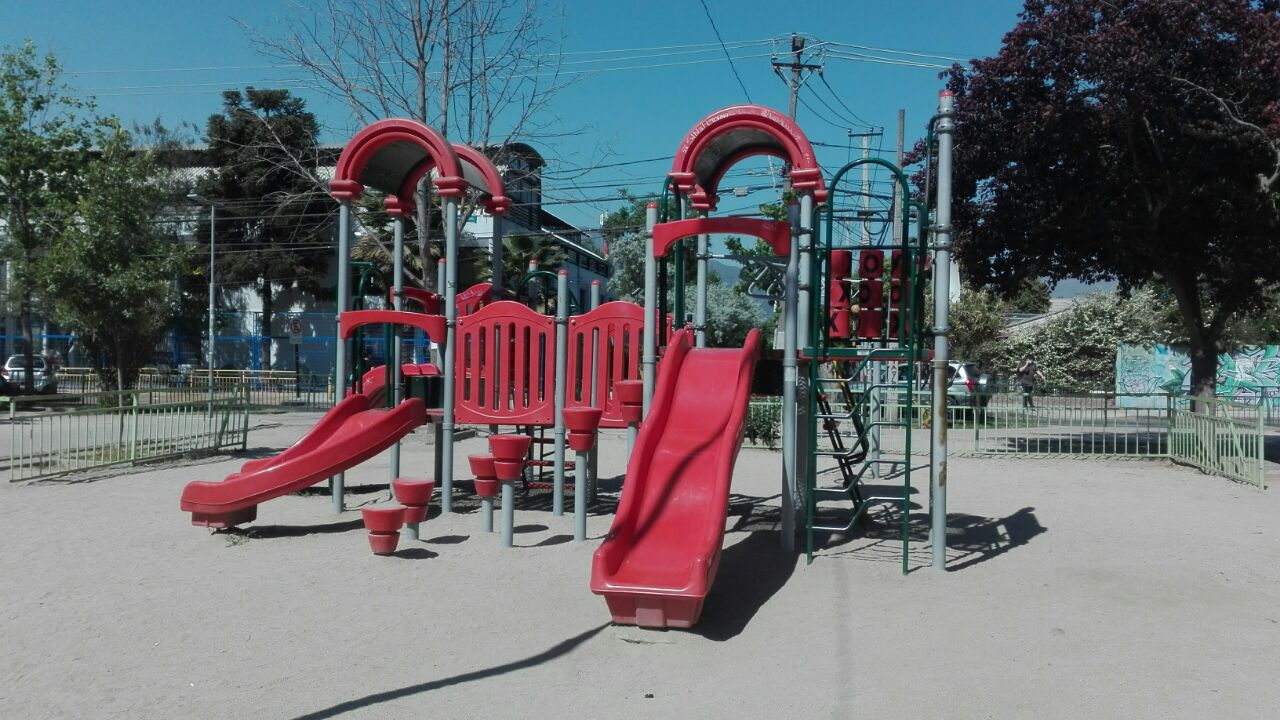
Complejo de toboganes.